# V.M. Live
V.M. Live è un singolo live della punk rock band statunitense $wingin' Utter$ pubblicato nel 1996.

## Formati

### 7"
1. Almost Brave
2. Just Like Them
3. Nowhere Fast
4. Jackie Jab

## Formazione
- Johnny Bonnel - voce
- Max Huber - chitarra
- Greg McEntee - batteria
- Kevin Wickersham - basso
- Darius Koski - chitarra, voce